# 이두희 (1967년)
이두희(李斗熙, 1967년 ~ )는 대한민국의 군인, 정치인이다.

## 학력
- 자인국민학교 졸업
- 성광고등학교 졸업
- 대한민국 육군사관학교 46기 졸업
- 경희대학교 행정대학원 안보정책학 석사

## 경력
- 제28보병사단 포병연대 제273포병대대장
- 제28보병사단 작전참모
- 2012.05~2014.05 제15보병사단 포병연대장
- 2014.05~2014.12 제2군단 화력참모
- 2014.12~2015.12 제3야전군사령부 행정실장
- 2015.12~2016.11 합동참모본부 작전본부 화력과장
- 2016.11~2018.01 제1포병여단장
- 2018.01~2018.12 한미연합군사령부 작전참모부 화력처장
- 2018.12~2020.05 제28보병사단장
- 2020.05~2021.12 국방부 국방정책실 정책기획관
- 2021.12~2022.12 제1군단장
- 2022.12~2023.04 지상작전사령부 부사령관
- 2023.04~2024.04 육군미사일전략사령관
- 2025.06~ 대한민국 제45대 국방부 차관
- 2025.06~2025.07 국방부 장관 직무대행
- 2025.06~2025.07 대통령직속위원회 국방혁신위원회 위원(당연직위원)